# Pečovje
Pečovje este o localitate din comuna Štore, Slovenia, cu o populație de 236 de locuitori.